# Springbank (Gloucestershire)
Springbank – dzielnica miasta Cheltenham, w Anglii, w Gloucestershire, w dystrykcie Cheltenham. W 2011 roku dzielnica liczyła 6536 mieszkańców.